# Jeremy Rowley
Jeremy Rowley is een Amerikaans televisieacteur, filmacteur en komiek. Hij is te zien geweest in veel televisieseries en films, met vaak een rol als een raar typetje. Een goed voorbeeld hiervan is de televisieserie iCarly, waar hij de gekke Lewbert speelde. Lewbert is een vieze en zieke man die helemaal gek wordt als er iets gebeurt dat hij niet leuk vindt. Rowley was ook te zien in The Amanda Show en Reno 911!.
Hij is een lid van "The Groundlings", een sketchgroep uit Los Angeles.

## Filmografie

### Internet
- The Office Internetaflevering

### Televisie
- iCarly (2022-2023)
- Game Shakers (2016)
- Desperate Housewives (2012)
- Sex and Life (2012)
- Modern Family (2011)
- The Jay Leno Show (2010)
- iCarly (2007-2012)
- Chocolate News (2008)
- Reno 911! (2007-2008)
- America's Next Top Model (2006) als gast
- Lovespring International (2006)
- Mind of Mencia (2006)
- Free Ride (2006)
- Drake & Josh (2006)
- Out of Practice (2005)
- Terry Tate, Office Linebacker: Sensitivity Training (2004)
- I'm With Her (2003)
- According to Jim (2002-2003)
- All That (2000-2002)
- The Amanda Show (2000)
- Strip Mall (2000)
- Charmed (1999)

### Film
- Cougar Club (2007)
- Epic Movie (2007)
- Coyote Ugly (2000)